# Emanuel Bentil
Emanuel Bentil (Tema, 3 december 1978) is een Ghanese voetballer die voor het laatst speelde voor Hollywood United Hitmen in de USL Premier Development League.

## Carrière

### Clubs
Bentil begon zijn speelcarrière bij Okwawu United. Hij debuteerde in de U-16 van de ploeg voordat de scouts hem aan het werk zagen voorde U-17 van Ghana tijdens het FIFA U-17 Wereldkampioenschap 1995. Hierin scoorde hij het beslissende doelpunt tegen Brazilië in de finale. Hij tekende vervolgens voor Bayern München, maar maakte nooit deel uit van het eerste elftal in zijn drie jaar die hij daar bleef, maar speelde in plaats daarvan voor het reserveteam. In 2000 werd zijn contract ontbonden.
Bentil bracht de eropvolgende jaren door in andere Europese landen. Hij speelde voor Kalamata in Griekenland, Alania Vladikavkaz in Rusland en Cherno More in Bulgarije, totdat hij in 2006 naar Noord-Amerika vertrok. Hij speelde met het reserveteam van Los Angeles Galaxy, voordat hij tekende voor Isidro Metapán in El Salvador; hij speelde 33 wedstrijden in de Salvadoraanse Primera División voordat hij eind 2007 ook daar vertrekt.
Bentil speelde in 2007 op zijn vierde continent toen hij tekende bij de Vietnamese club Khatoco Khánh Hoà. Hij verhuisde opnieuw in 2008 om te spelen voor Hapoel Nazareth Illit in Israël. Hij speelde het hele seizoen 2008-2009 voor het team en verliet deze club aan het eind van het jaar.
Hij keerde terug naar Noord-Amerika in 2010. Nadat hij een professioneel contract elders niet had kunnen sluiten, tekende hij met het Hollywood United Hitmen van de USL Premier Development League voor het PDL-seizoen 2010. Hij scoorde een doelpunt op zijn Hitmen-debuut op 22 mei 2010, in een 3-3 gelijkspel met Fresno Fuego.

### Internationaal
Bentil was als tiener lid van verschillende Ghanese jeugdteams. Samen met de huidige internationaal Stephen Appiah leidde hij Ghana dat het FIFA U-17 Wereldkampioenschap van 1995 won. Hij scoorde het winnende doelpunt in de 3-2 overwinning op Brazilië in de finale.